# Élections municipales de 2014 dans les Ardennes
Les élections municipales se sont déroulées les 23 et 30 mars 2014 dans les Ardennes.

## Maires sortants et maires élus
Le scrutin est marqué par quelques changements notoires. Charleville-Mézières, préfecture du département et bastion de la gauche depuis 1966, est remportée par la droite.La gauche perd du terrain en cédant Fumay, Les Hautes-Rivières, Revin, Signy-le-Petit et Vouziers. Elle gagne cependant à Nouzonville et Villers-Semeuse. Le MoDem remporte Dom-le-Mesnil face à la droite. L'UDI se maintient à Nouvion-sur-Meuse.
| Commune              | Population | Maire sortant         | Parti | Parti | Maire élu              | Parti | Parti |
| -------------------- | ---------- | --------------------- | ----- | ----- | ---------------------- | ----- | ----- |
| Aiglemont            | 1 627      | Philippe Decobert     |       | PS    | Philippe Decobert      |       | PS    |
| Asfeld               | 1 090      | Jean-Marc Briois      |       | DVD   | Jean-Marc Briois       |       | DVD   |
| Attigny              | 1 234      | Noël Bourgeois        |       | UMP   | Noël Bourgeois         |       | UMP   |
| Balan                | 1 603      | André Drouard         |       | DVD   | André Drouard          |       | DVD   |
| Bazeilles            | 2 000      | Pierre Sulfourt       |       | DVD   | Guy Lepage             |       | DVD   |
| Blagny               | 1 203      | Jean-Michel Robert    |       | DVD   | Gérard Mary            |       | DVD   |
| Bogny-sur-Meuse      | 5 416      | Erik Pilardeau        |       | PS    | Erik Pilardeau         |       | PS    |
| Carignan             | 3 047      | Denis Lourdelet       |       | DVD   | Denis Lourdelet        |       | DVD   |
| Charleville-Mézières | 49 433     | Philippe Pailla       |       | PS    | Boris Ravignon         |       | UMP   |
| Château-Porcien      | 1 409      | Didier Simon          |       | DVG   | Didier Simon           |       | DVG   |
| Deville              | 1 121      | Jean-Claude Bauer     |       | PCF   | Jean-Claude Bauer      |       | PCF   |
| Dom-le-Mesnil        | 1 066      | Jean-Pierre Cochard   |       | DVD   | Christophe Marot       |       | MoDem |
| Donchery             | 2 328      | Christian Welter      |       | UMP   | Christian Welter       |       | UMP   |
| Douzy                | 1 841      | Jean-Luc Warsmann     |       | UMP   | Jean-Luc Warsmann      |       | UMP   |
| Flize                | 1 165      | René Georgelet        |       | DVG   | Cédric Branz           |       | DVG   |
| Floing               | 2 477      | Dominique Meurie      |       | DVD   | Dominique Meurie       |       | DVD   |
| Fromelennes          | 1 075      | Pascal Gillaux        |       | UMP   | Pascal Gillaux         |       | UMP   |
| Fumay                | 3 712      | Jean Blanchemanche    |       | PS    | Mario Iglesias         |       | DVD   |
| Gespunsart           | 1 097      | Dominique Deruisseaux |       | DVD   | Dominique Deruisseaux  |       | DVD   |
| Givet                | 6 626      | Claude Wallendorff    |       | UMP   | Claude Wallendorff     |       | UMP   |
| Givonne              | 1 127      | Raymonde Mahut        |       | DVG   | Raymonde Mahut         |       | DVG   |
| Haybes               | 2 054      | Benoît Sonnet         |       | PS    | Benoît Sonnet          |       | PS    |
| Juniville            | 1 208      | Jean-Pol Simon        |       | DVD   | Jean-Pol Simon         |       | DVD   |
| La Francheville      | 1 587      | Daniel Roumy          |       | DVD   | Daniel Roumy           |       | DVD   |
| Les Hautes-Rivières  | 1 608      | Francis Raphenne      |       | DVG   | Gino Bigiarini         |       | DVD   |
| Lumes                | 1 149      | Jean-Francois Frérot  |       | DVG   | Jean-Francois Frérot   |       | DVG   |
| Maubert-Fontaine     | 1 047      | Christian Mougin      |       | DVG   | Christian Mougin       |       | DVG   |
| Montcy-Notre-Dame    | 1 584      | Bernard Gibaru        |       | DVG   | Bernard Gibaru         |       | DVG   |
| Monthermé            | 2 445      | Alain Bernard         |       | DVG   | Alain Bernard          |       | DVG   |
| Mouzon               | 2 287      | Gérard Renwez         |       | DVD   | Gérard Renwez          |       | DVD   |
| Neufmanil            | 1 150      | Pierre Cordier        |       | DVD   | Pierre Cordier         |       | DVD   |
| Nouvion-sur-Meuse    | 2 297      | Jean-Luc Claude       |       | UDI   | Jean-Luc Claude        |       | UDI   |
| Nouzonville          | 6 312      | Jean-Marcel Camus     |       | DVG   | Florian Lecoultre      |       | PS    |
| Pouru-Saint-Remy     | 1 244      | Gérard Manot          |       | DVG   | Gérard Manot           |       | DVG   |
| Prix-lès-Mézières    | 1 378      | Alain Beaufey         |       | DVD   | Alain Beaufey          |       | DVD   |
| Renwez               | 1 734      | Jean-François Thiery  |       | UMP   | Michel Doyen           |       | UMP   |
| Rethel               | 7 718      | Guy Deramaix          |       | UMP   | Guy Deramaix           |       | UMP   |
| Revin                | 7 187      | Alain Roy             |       | PS    | Daniel Durbecq         |       | DVD   |
| Rimogne              | 1 430      | Noëlle Devie          |       | UMP   | Grégory Truong         |       | DVG   |
| Rocroi               | 2 422      | Michel Sobanska       |       | UMP   | Denis Binet            |       | UMP   |
| Saint-Laurent        | 1 201      | Laurent Forget        |       | DVD   | Laurent Forget         |       | DVD   |
| Saint-Menges         | 1 059      | Roger Watelet         |       | DVG   | Roger Watelet          |       | DVG   |
| Sault-lès-Rethel     | 1 926      | Michel Kociuba        |       | DVD   | Michel Kociuba         |       | DVD   |
| Sedan                | 18 512     | Didier Herbillon      |       | PS    | Didier Herbillon       |       | PS    |
| Signy-l'Abbaye       | 1 355      | Alain Devillard       |       | UMP   | Alain Devillard        |       | UMP   |
| Signy-le-Petit       | 1 309      | Jean-Claude Mouron    |       | DVG   | Jean-Michel Skoczypiec |       | DVD   |
| Thilay               | 1 060      | Lionel Ladouce        |       | DVG   | Robert Pascolo         |       | DVG   |
| Tournes              | 1 009      | Cécile Muller         |       | DVD   | Cécile Muller          |       | DVD   |
| Villers-Semeuse      | 3 525      | Guy Ferreira          |       | DVD   | Jérémy Dupuy           |       | DVG   |
| Vireux-Molhain       | 1 650      | Jean-Pol Devresse     |       | DVG   | Jean-Pol Devresse      |       | DVG   |
| Vireux-Wallerand     | 1 975      | Bernard Dekens        |       | UMP   | Bernard Dekens         |       | UMP   |
| Vivier-au-Court      | 3 221      | Jean Mehault          |       | DVD   | Dominique Nicolas-Viot |       | DVD   |
| Vouziers             | 4 094      | Claude Ancelme        |       | PS    | Yann Dugard            |       | DVD   |
| Vrigne-aux-Bois      | 3 406      | Patrick Dutertre      |       | DVG   | Patrick Dutertre       |       | DVG   |
| Warcq                | 1 320      | Bernard Pierquin      |       | DVD   | Bernard Pierquin       |       | DVD   |

### Résultats en nombre de maires
| Partis       | Partis                            | Maires sortants | Maires élus | Évolution     |
| ------------ | --------------------------------- | --------------- | ----------- | ------------- |
|              | Divers droite                     | 19              | 22          | 3             |
|              | Union pour un mouvement populaire | 11              | 11          | en stagnation |
|              | UDI                               | 1               | 1           | en stagnation |
|              | MoDem                             | 0               | 1           | 1             |
| Total droite | Total droite                      | 31              | 35          | 4             |
|              | Divers gauche                     | 15              | 14          | 1             |
|              | Parti socialiste                  | 8               | 5           | 3             |
|              | PCF                               | 1               | 1           | en stagnation |
| Total gauche | Total gauche                      | 24              | 20          | 4             |
| Total        | Total                             | 55              | 55          | -             |

## Résultats dans les communes de plus de1 000 habitants

### Aiglemont
- Maire sortant : Philippe Decobert (PS)
- 19 sièges à pourvoir au conseil municipal (population légale 2011 : 1 627 habitants)
- 1 siège à pourvoir au conseil communautaire (CA Ardenne Métropole)

|                          | Philippe Decobert *  | DVG            | 457   | 51,17  | 15 | 1 |  |  |
|                          | Jean-Pascal Gerardin | DVD            | 436   | 48,82  | 4  |   |  |  |
|                          |                      |                |       |        |    |   |  |  |
| Inscrits                 | Inscrits             | Inscrits       | 1 345 | 100,00 |    |   |  |  |
| Abstentions              | Abstentions          | Abstentions    | 349   | 25,95  |    |   |  |  |
| Votants                  | Votants              | Votants        | 996   | 74,05  |    |   |  |  |
| Blancs et nuls           | Blancs et nuls       | Blancs et nuls | 103   | 10,34  |    |   |  |  |
| Exprimés                 | Exprimés             | Exprimés       | 893   | 89,66  |    |   |  |  |
| * Liste du maire sortant |                      |                |       |        |    |   |  |  |

### Asfeld
- Maire sortant : Jean-Marc Briois (DVD)
- 15 sièges à pourvoir au conseil municipal (population légale 2011 : 1 090 habitants)
- 2 sièges à pourvoir au conseil communautaire (CC du Pays Rethélois)

|                          | Jean-Marc Briois * | DVD            | 305 | 100,00 | 15 | 2 |  |  |
|                          |                    |                |     |        |    |   |  |  |
| Inscrits                 | Inscrits           | Inscrits       | 789 | 100,00 |    |   |  |  |
| Abstentions              | Abstentions        | Abstentions    | 358 | 45,37  |    |   |  |  |
| Votants                  | Votants            | Votants        | 431 | 54,63  |    |   |  |  |
| Blancs et nuls           | Blancs et nuls     | Blancs et nuls | 126 | 29,23  |    |   |  |  |
| Exprimés                 | Exprimés           | Exprimés       | 305 | 70,77  |    |   |  |  |
| * Liste du maire sortant |                    |                |     |        |    |   |  |  |

### Attigny
- Maire sortant : Noël Bourgeois (UMP)
- 15 sièges à pourvoir au conseil municipal (population légale 2011 : 1 234 habitants)
- 3 sièges à pourvoir au conseil communautaire (CC des Crêtes Préardennaises)

|                          | Noël Bourgeois *  | DVD            | 394 | 73,50  | 13 | 3 |  |  |
|                          | Georges De Kocker | DVG            | 142 | 26,49  | 2  |   |  |  |
|                          |                   |                |     |        |    |   |  |  |
| Inscrits                 | Inscrits          | Inscrits       | 805 | 100,00 |    |   |  |  |
| Abstentions              | Abstentions       | Abstentions    | 245 | 30,43  |    |   |  |  |
| Votants                  | Votants           | Votants        | 560 | 69,57  |    |   |  |  |
| Blancs et nuls           | Blancs et nuls    | Blancs et nuls | 24  | 4,29   |    |   |  |  |
| Exprimés                 | Exprimés          | Exprimés       | 536 | 95,71  |    |   |  |  |
| * Liste du maire sortant |                   |                |     |        |    |   |  |  |

### Balan
- Maire sortant : André Drouard (DVD)
- 19 sièges à pourvoir au conseil municipal (population légale 2011 : 1 603 habitants)
- 1 siège à pourvoir au conseil communautaire (CA Ardenne Métropole)

|                          | André Drouard * | DVD            | 565   | 67,74  | 16 | 1 |  |  |
|                          | Alban Collinet  | DVD            | 269   | 32,25  | 3  |   |  |  |
|                          |                 |                |       |        |    |   |  |  |
| Inscrits                 | Inscrits        | Inscrits       | 1 307 | 100,00 |    |   |  |  |
| Abstentions              | Abstentions     | Abstentions    | 441   | 33,74  |    |   |  |  |
| Votants                  | Votants         | Votants        | 866   | 66,26  |    |   |  |  |
| Blancs et nuls           | Blancs et nuls  | Blancs et nuls | 32    | 3,70   |    |   |  |  |
| Exprimés                 | Exprimés        | Exprimés       | 834   | 96,30  |    |   |  |  |
| * Liste du maire sortant |                 |                |       |        |    |   |  |  |

### Bazeilles
- Maire sortant : Pierre Sulfourt (DVD)
- 19 sièges à pourvoir au conseil municipal (population légale 2011 : 2 000 habitants)
- 1 siège à pourvoir au conseil communautaire (CA Ardenne Métropole)

|                | Guy Lepage     | DVD            | 621   | 100,00 | 19 | 1 |  |  |
|                |                |                |       |        |    |   |  |  |
| Inscrits       | Inscrits       | Inscrits       | 1 318 | 100,00 |    |   |  |  |
| Abstentions    | Abstentions    | Abstentions    | 580   | 44,01  |    |   |  |  |
| Votants        | Votants        | Votants        | 738   | 55,99  |    |   |  |  |
| Blancs et nuls | Blancs et nuls | Blancs et nuls | 117   | 15,85  |    |   |  |  |
| Exprimés       | Exprimés       | Exprimés       | 621   | 84,15  |    |   |  |  |

### Blagny
- Maire sortant : Jean-Michel Robert (SE)
- 15 sièges à pourvoir au conseil municipal (population légale 2011 : 1 203 habitants)
- 3 sièges à pourvoir au conseil communautaire (CC des Portes du Luxembourg)

|                | Gérard Mary    | DVD            | 301 | 100,00 | 15 | 3 |  |  |
|                |                |                |     |        |    |   |  |  |
| Inscrits       | Inscrits       | Inscrits       | 904 | 100,00 |    |   |  |  |
| Abstentions    | Abstentions    | Abstentions    | 448 | 49,56  |    |   |  |  |
| Votants        | Votants        | Votants        | 456 | 50,44  |    |   |  |  |
| Blancs et nuls | Blancs et nuls | Blancs et nuls | 155 | 33,99  |    |   |  |  |
| Exprimés       | Exprimés       | Exprimés       | 301 | 66,01  |    |   |  |  |

### Bogny-sur-Meuse
- Maire sortant : Erik Pilardeau (PS)
- 29 sièges à pourvoir au conseil municipal (population légale 2011 : 5 416 habitants)
- 12 sièges à pourvoir au conseil communautaire (CC Vallées et Plateau d'Ardenne)

|                          | Erik Pilardeau * | DVG            | 1 289 | 100,00 | 29 | 12 |  |  |
|                          |                  |                |       |        |    |    |  |  |
| Inscrits                 | Inscrits         | Inscrits       | 3 637 | 100,00 |    |    |  |  |
| Abstentions              | Abstentions      | Abstentions    | 1 989 | 54,69  |    |    |  |  |
| Votants                  | Votants          | Votants        | 1 648 | 45,31  |    |    |  |  |
| Blancs et nuls           | Blancs et nuls   | Blancs et nuls | 359   | 21,78  |    |    |  |  |
| Exprimés                 | Exprimés         | Exprimés       | 1 289 | 78,22  |    |    |  |  |
| * Liste du maire sortant |                  |                |       |        |    |    |  |  |

### Carignan
- Maire sortant : Denis Lourdelet (DVD)
- 23 sièges à pourvoir au conseil municipal (population légale 2011 : 3 047 habitants)
- 6 sièges à pourvoir au conseil communautaire (CC des Portes du Luxembourg)

|                          | Denis Lourdelet * | DVD            | 752   | 68,80  | 20 | 5 |  |  |
|                          | Édouard Vizcaino  | DVG            | 341   | 31,19  | 3  | 1 |  |  |
|                          |                   |                |       |        |    |   |  |  |
| Inscrits                 | Inscrits          | Inscrits       | 2 122 | 100,00 |    |   |  |  |
| Abstentions              | Abstentions       | Abstentions    | 911   | 42,93  |    |   |  |  |
| Votants                  | Votants           | Votants        | 1 211 | 57,07  |    |   |  |  |
| Blancs et nuls           | Blancs et nuls    | Blancs et nuls | 118   | 9,74   |    |   |  |  |
| Exprimés                 | Exprimés          | Exprimés       | 1 093 | 90,26  |    |   |  |  |
| * Liste du maire sortant |                   |                |       |        |    |   |  |  |

### Charleville-Mézières
- Maire sortant : Philippe Pailla (PS)
- 43 sièges à pourvoir au conseil municipal (population légale 2011 : 49 433 habitants)
- 32 sièges à pourvoir au conseil communautaire (CA Ardenne Métropole)

| Tête de liste            | Tête de liste     | Liste          | Premier tour | Premier tour | Second tour | Second tour | Sièges | Sièges |
| Tête de liste            | Tête de liste     | Liste          | Voix         | %            | Voix        | %           | CM     | CC     |
| ------------------------ | ----------------- | -------------- | ------------ | ------------ | ----------- | ----------- | ------ | ------ |
|                          | Boris Ravignon    | UMP            | 6 962        | 46,72        | 9 178       | 54,94       | 34     | 25     |
|                          | Philippe Pailla * | PS             | 4 533        | 30,42        | 5 660       | 33,88       | 7      | 6      |
|                          | Guillaume Luczka  | FN             | 2 365        | 15,87        | 1 868       | 11,18       | 2      | 1      |
|                          | Mink Takawe       | EXG            | 455          | 3,05         |             |             |        |        |
|                          | Stéphane Lenoble  | DVG            | 334          | 2,24         |             |             |        |        |
|                          | Hamid Mohand-kaci | SE             | 253          | 1,70         |             |             |        |        |
|                          |                   |                |              |              |             |             |        |        |
| Inscrits                 | Inscrits          | Inscrits       | 29 499       | 100,00       | 29 499      | 100,00      |        |        |
| Abstentions              | Abstentions       | Abstentions    | 14 128       | 47,89        | 12 342      | 41,84       |        |        |
| Votants                  | Votants           | Votants        | 15 371       | 52,11        | 17 157      | 58,16       |        |        |
| Blancs et nuls           | Blancs et nuls    | Blancs et nuls | 469          | 3,05         | 451         | 2,63        |        |        |
| Exprimés                 | Exprimés          | Exprimés       | 14 902       | 96,95        | 16 706      | 97,37       |        |        |
| * Liste du maire sortant |                   |                |              |              |             |             |        |        |

### Château-Porcien
- Maire sortant : Didier Simon (DVG)
- 15 sièges à pourvoir au conseil municipal (population légale 2011 : 1 409 habitants)
- 3 sièges à pourvoir au conseil communautaire (CC du Pays Rethélois)

|                          | Didier Simon *           | DVG            | 325 | 55,08  | 12 | 2 |  |  |
|                          | Françoise Maillot-rogier | DVD            | 265 | 44,91  | 3  | 1 |  |  |
|                          |                          |                |     |        |    |   |  |  |
| Inscrits                 | Inscrits                 | Inscrits       | 883 | 100,00 |    |   |  |  |
| Abstentions              | Abstentions              | Abstentions    | 265 | 30,01  |    |   |  |  |
| Votants                  | Votants                  | Votants        | 618 | 69,99  |    |   |  |  |
| Blancs et nuls           | Blancs et nuls           | Blancs et nuls | 28  | 4,53   |    |   |  |  |
| Exprimés                 | Exprimés                 | Exprimés       | 590 | 95,47  |    |   |  |  |
| * Liste du maire sortant |                          |                |     |        |    |   |  |  |

### Deville
- Maire sortant : Jean-Claude Bauer (PCF)
- 15 sièges à pourvoir au conseil municipal (population légale 2011 : 1 121 habitants)
- 2 sièges à pourvoir au conseil communautaire (CC Vallées et Plateau d'Ardenne)

|                          | Jean-Claude Bauer * | PS-PCF-EELV    | 416 | 100,00 | 15 | 2 |  |  |
|                          |                     |                |     |        |    |   |  |  |
| Inscrits                 | Inscrits            | Inscrits       | 743 | 100,00 |    |   |  |  |
| Abstentions              | Abstentions         | Abstentions    | 251 | 33,78  |    |   |  |  |
| Votants                  | Votants             | Votants        | 492 | 66,22  |    |   |  |  |
| Blancs et nuls           | Blancs et nuls      | Blancs et nuls | 76  | 15,45  |    |   |  |  |
| Exprimés                 | Exprimés            | Exprimés       | 416 | 84,55  |    |   |  |  |
| * Liste du maire sortant |                     |                |     |        |    |   |  |  |

### Dom-le-Mesnil
- Maire sortant : Jean-Pierre Cochard (SE)
- 15 sièges à pourvoir au conseil municipal (population légale 2011 : 1 066 habitants)
- 1 siège à pourvoir au conseil communautaire (CA Ardenne Métropole)

|                | Christophe Marot | MoDem          | 382 | 100,00 | 15 | 1 |  |  |
|                |                  |                |     |        |    |   |  |  |
| Inscrits       | Inscrits         | Inscrits       | 857 | 100,00 |    |   |  |  |
| Abstentions    | Abstentions      | Abstentions    | 389 | 45,39  |    |   |  |  |
| Votants        | Votants          | Votants        | 468 | 54,61  |    |   |  |  |
| Blancs et nuls | Blancs et nuls   | Blancs et nuls | 86  | 18,38  |    |   |  |  |
| Exprimés       | Exprimés         | Exprimés       | 382 | 81,62  |    |   |  |  |

### Donchery
- Maire sortant : Christian Welter (UMP)
- 19 sièges à pourvoir au conseil municipal (population légale 2011 : 2 328 habitants)
- 1 siège à pourvoir au conseil communautaire (CA Ardenne Métropole)

|                          | Christian Welter * | UMP-UDI        | 745   | 100,00 | 19 | 1 |  |  |
|                          |                    |                |       |        |    |   |  |  |
| Inscrits                 | Inscrits           | Inscrits       | 1 746 | 100,00 |    |   |  |  |
| Abstentions              | Abstentions        | Abstentions    | 845   | 48,40  |    |   |  |  |
| Votants                  | Votants            | Votants        | 901   | 51,60  |    |   |  |  |
| Blancs et nuls           | Blancs et nuls     | Blancs et nuls | 156   | 17,31  |    |   |  |  |
| Exprimés                 | Exprimés           | Exprimés       | 745   | 82,69  |    |   |  |  |
| * Liste du maire sortant |                    |                |       |        |    |   |  |  |

### Douzy
- Maire sortant : Jean-Luc Warsmann (UMP)
- 19 sièges à pourvoir au conseil municipal (population légale 2011 : 1 841 habitants)
- 4 sièges à pourvoir au conseil communautaire (CC des Portes du Luxembourg)

|                          | Jean-Luc Warsmann * | DVD            | 615   | 100,00 | 19 | 4 |  |  |
|                          |                     |                |       |        |    |   |  |  |
| Inscrits                 | Inscrits            | Inscrits       | 1 224 | 100,00 |    |   |  |  |
| Abstentions              | Abstentions         | Abstentions    | 488   | 39,87  |    |   |  |  |
| Votants                  | Votants             | Votants        | 736   | 60,13  |    |   |  |  |
| Blancs et nuls           | Blancs et nuls      | Blancs et nuls | 121   | 16,44  |    |   |  |  |
| Exprimés                 | Exprimés            | Exprimés       | 615   | 83,56  |    |   |  |  |
| * Liste du maire sortant |                     |                |       |        |    |   |  |  |

### Flize
- Maire sortant : René Georgelet (SE)
- 15 sièges à pourvoir au conseil municipal (population légale 2011 : 1 165 habitants)
- 1 siège à pourvoir au conseil communautaire (CA Ardenne Métropole)

|                | Cédric Branz   | DVG            | 342 | 59,06  | 12 | 1 |  |  |
|                | Didier Savary  | PS             | 237 | 40,93  | 3  |   |  |  |
|                |                |                |     |        |    |   |  |  |
| Inscrits       | Inscrits       | Inscrits       | 812 | 100,00 |    |   |  |  |
| Abstentions    | Abstentions    | Abstentions    | 214 | 26,35  |    |   |  |  |
| Votants        | Votants        | Votants        | 598 | 73,65  |    |   |  |  |
| Blancs et nuls | Blancs et nuls | Blancs et nuls | 19  | 3,18   |    |   |  |  |
| Exprimés       | Exprimés       | Exprimés       | 579 | 96,82  |    |   |  |  |

### Floing
- Maire sortant : Dominique Meurie (DVD)
- 19 sièges à pourvoir au conseil municipal (population légale 2011 : 2 477 habitants)
- 1 siège à pourvoir au conseil communautaire (CA Ardenne Métropole)

| Tête de liste            | Tête de liste             | Liste          | Premier tour | Premier tour | Second tour | Second tour | Sièges | Sièges |
| Tête de liste            | Tête de liste             | Liste          | Voix         | %            | Voix        | %           | CM     | CC     |
| ------------------------ | ------------------------- | -------------- | ------------ | ------------ | ----------- | ----------- | ------ | ------ |
|                          | Dominique Meurie *        | DVD            | 419          | 35,12        | 499         | 38,80       | 14     | 1      |
|                          | Catherine Frankinet Bidot | DVG            | 394          | 33,02        | 495         | 38,49       | 3      |        |
|                          | Francois Naudin           | DVD            | 301          | 25,23        | 292         | 22,70       | 2      |        |
|                          | Jean-Marie Marette        | DVD            | 79           | 6,62         |             |             |        |        |
|                          |                           |                |              |              |             |             |        |        |
| Inscrits                 | Inscrits                  | Inscrits       | 1 798        | 100,00       | 1 798       | 100,00      |        |        |
| Abstentions              | Abstentions               | Abstentions    | 541          | 30,09        | 474         | 26,36       |        |        |
| Votants                  | Votants                   | Votants        | 1 257        | 69,91        | 1 324       | 73,64       |        |        |
| Blancs et nuls           | Blancs et nuls            | Blancs et nuls | 64           | 5,09         | 38          | 2,87        |        |        |
| Exprimés                 | Exprimés                  | Exprimés       | 1 193        | 94,91        | 1 286       | 97,13       |        |        |
| * Liste du maire sortant |                           |                |              |              |             |             |        |        |

### Fromelennes
- Maire sortant : Pascal Gillaux (UMP)
- 15 sièges à pourvoir au conseil municipal (population légale 2011 : 1 075 habitants)
- 2 sièges à pourvoir au conseil communautaire (CC Ardenne rives de Meuse)

|                          | Pascal Gillaux * | UMP            | 373 | 100,00 | 15 | 2 |  |  |
|                          |                  |                |     |        |    |   |  |  |
| Inscrits                 | Inscrits         | Inscrits       | 789 | 100,00 |    |   |  |  |
| Abstentions              | Abstentions      | Abstentions    | 368 | 46,64  |    |   |  |  |
| Votants                  | Votants          | Votants        | 421 | 53,36  |    |   |  |  |
| Blancs et nuls           | Blancs et nuls   | Blancs et nuls | 48  | 11,40  |    |   |  |  |
| Exprimés                 | Exprimés         | Exprimés       | 373 | 88,60  |    |   |  |  |
| * Liste du maire sortant |                  |                |     |        |    |   |  |  |

### Fumay
- Maire sortant : Jean Blanchemanche (PS)
- 27 sièges à pourvoir au conseil municipal (population légale 2011 : 3 712 habitants)
- 4 sièges à pourvoir au conseil communautaire (CC Ardenne rives de Meuse)

|                          | Mario Iglesias       | DVD            | 920   | 52,96  | 21 | 3 |  |  |
|                          | Jean Blanchemanche * | DVG            | 817   | 47,03  | 6  | 1 |  |  |
|                          |                      |                |       |        |    |   |  |  |
| Inscrits                 | Inscrits             | Inscrits       | 2 751 | 100,00 |    |   |  |  |
| Abstentions              | Abstentions          | Abstentions    | 940   | 34,17  |    |   |  |  |
| Votants                  | Votants              | Votants        | 1 811 | 65,83  |    |   |  |  |
| Blancs et nuls           | Blancs et nuls       | Blancs et nuls | 74    | 4,09   |    |   |  |  |
| Exprimés                 | Exprimés             | Exprimés       | 1 737 | 95,91  |    |   |  |  |
| * Liste du maire sortant |                      |                |       |        |    |   |  |  |

### Gespunsart
- Maire sortant : Dominique Deruisseaux (DVD)
- 15 sièges à pourvoir au conseil municipal (population légale 2011 : 1 097 habitants)
- 1 siège à pourvoir au conseil communautaire (CA Ardenne Métropole)

|                          | Dominique Deruisseaux * | DVD            | 342 | 56,62  | 12 | 1 |  |  |
|                          | Gilles Michel           | DVD            | 262 | 43,37  | 3  |   |  |  |
|                          |                         |                |     |        |    |   |  |  |
| Inscrits                 | Inscrits                | Inscrits       | 841 | 100,00 |    |   |  |  |
| Abstentions              | Abstentions             | Abstentions    | 200 | 23,78  |    |   |  |  |
| Votants                  | Votants                 | Votants        | 641 | 76,22  |    |   |  |  |
| Blancs et nuls           | Blancs et nuls          | Blancs et nuls | 37  | 5,77   |    |   |  |  |
| Exprimés                 | Exprimés                | Exprimés       | 604 | 94,23  |    |   |  |  |
| * Liste du maire sortant |                         |                |     |        |    |   |  |  |

### Givet
- Maire sortant : Claude Wallendorff (UMP)
- 29 sièges à pourvoir au conseil municipal (population légale 2011 : 6 626 habitants)
- 4 sièges à pourvoir au conseil communautaire (CC Ardenne rives de Meuse)

|                          | Claude Wallendorff * | DVD            | 1 457 | 56,32  | 23 | 3 |  |  |
|                          | Daniel Borin         | DVD            | 845   | 32,66  | 5  | 1 |  |  |
|                          | Joël Dujeux          | DVG            | 285   | 11,01  | 1  |   |  |  |
|                          |                      |                |       |        |    |   |  |  |
| Inscrits                 | Inscrits             | Inscrits       | 4 386 | 100,00 |    |   |  |  |
| Abstentions              | Abstentions          | Abstentions    | 1 710 | 38,99  |    |   |  |  |
| Votants                  | Votants              | Votants        | 2 676 | 61,01  |    |   |  |  |
| Blancs et nuls           | Blancs et nuls       | Blancs et nuls | 89    | 3,33   |    |   |  |  |
| Exprimés                 | Exprimés             | Exprimés       | 2 587 | 96,67  |    |   |  |  |
| * Liste du maire sortant |                      |                |       |        |    |   |  |  |

### Givonne
- Maire sortant : Raymonde Mahut (DVG)
- 15 sièges à pourvoir au conseil municipal (population légale 2011 : 1 127 habitants)
- 1 siège à pourvoir au conseil communautaire (CA Ardenne Métropole)

|                          | Raymonde Mahut * | DVG            | 394 | 68,76  | 13 | 1 |  |  |
|                          | Joëlle Beaumenil | DVD            | 179 | 31,23  | 2  |   |  |  |
|                          |                  |                |     |        |    |   |  |  |
| Inscrits                 | Inscrits         | Inscrits       | 867 | 100,00 |    |   |  |  |
| Abstentions              | Abstentions      | Abstentions    | 270 | 31,14  |    |   |  |  |
| Votants                  | Votants          | Votants        | 597 | 68,86  |    |   |  |  |
| Blancs et nuls           | Blancs et nuls   | Blancs et nuls | 24  | 4,02   |    |   |  |  |
| Exprimés                 | Exprimés         | Exprimés       | 573 | 95,98  |    |   |  |  |
| * Liste du maire sortant |                  |                |     |        |    |   |  |  |

### Haybes
- Maire sortant : Benoît Sonnet (PS)
- 19 sièges à pourvoir au conseil municipal (population légale 2011 : 2 054 habitants)
- 2 sièges à pourvoir au conseil communautaire (CC Ardenne rives de Meuse)

|                          | Benoît Sonnet * | DVG            | 748   | 100,00 | 19 | 2 |  |  |
|                          |                 |                |       |        |    |   |  |  |
| Inscrits                 | Inscrits        | Inscrits       | 1 505 | 100,00 |    |   |  |  |
| Abstentions              | Abstentions     | Abstentions    | 590   | 39,20  |    |   |  |  |
| Votants                  | Votants         | Votants        | 915   | 60,80  |    |   |  |  |
| Blancs et nuls           | Blancs et nuls  | Blancs et nuls | 167   | 18,25  |    |   |  |  |
| Exprimés                 | Exprimés        | Exprimés       | 748   | 81,75  |    |   |  |  |
| * Liste du maire sortant |                 |                |       |        |    |   |  |  |

### Juniville
- Maire sortant : Jean-Pol Simon (DVD)
- 15 sièges à pourvoir au conseil municipal (population légale 2011 : 1 208 habitants)
- 2 sièges à pourvoir au conseil communautaire (CC du Pays Rethélois)

|                          | Jean-Pol Simon * | DVD            | 367 | 65,07  | 13 | 2 |  |  |
|                          | Bertrand Jenin   | DVG            | 197 | 34,92  | 2  |   |  |  |
|                          |                  |                |     |        |    |   |  |  |
| Inscrits                 | Inscrits         | Inscrits       | 793 | 100,00 |    |   |  |  |
| Abstentions              | Abstentions      | Abstentions    | 209 | 26,36  |    |   |  |  |
| Votants                  | Votants          | Votants        | 584 | 73,64  |    |   |  |  |
| Blancs et nuls           | Blancs et nuls   | Blancs et nuls | 20  | 3,42   |    |   |  |  |
| Exprimés                 | Exprimés         | Exprimés       | 564 | 96,58  |    |   |  |  |
| * Liste du maire sortant |                  |                |     |        |    |   |  |  |

### La Francheville
- Maire sortant : Daniel Roumy (DVD)
- 19 sièges à pourvoir au conseil municipal (population légale 2011 : 1 587 habitants)
- 1 siège à pourvoir au conseil communautaire (CA Ardenne Métropole)

|                          | Daniel Roumy * | DVD            | 432   | 54,89  | 15 | 1 |  |  |
|                          | Bruno Francois | DVG            | 355   | 45,10  | 4  |   |  |  |
|                          |                |                |       |        |    |   |  |  |
| Inscrits                 | Inscrits       | Inscrits       | 1 205 | 100,00 |    |   |  |  |
| Abstentions              | Abstentions    | Abstentions    | 346   | 28,71  |    |   |  |  |
| Votants                  | Votants        | Votants        | 859   | 71,29  |    |   |  |  |
| Blancs et nuls           | Blancs et nuls | Blancs et nuls | 72    | 8,38   |    |   |  |  |
| Exprimés                 | Exprimés       | Exprimés       | 787   | 91,62  |    |   |  |  |
| * Liste du maire sortant |                |                |       |        |    |   |  |  |

### Les Hautes-Rivières
- Maire sortant : Francis Raphenne (DVG)
- 19 sièges à pourvoir au conseil municipal (population légale 2011 : 1 608 habitants)
- 3 sièges à pourvoir au conseil communautaire (CC Vallées et Plateau d'Ardenne)

|                          | Gino Bigiarini     | DVD            | 531   | 67,98  | 16 | 3 |  |  |
|                          | Francis Raphenne * | DVG            | 250   | 32,01  | 3  |   |  |  |
|                          |                    |                |       |        |    |   |  |  |
| Inscrits                 | Inscrits           | Inscrits       | 1 144 | 100,00 |    |   |  |  |
| Abstentions              | Abstentions        | Abstentions    | 312   | 27,27  |    |   |  |  |
| Votants                  | Votants            | Votants        | 832   | 72,73  |    |   |  |  |
| Blancs et nuls           | Blancs et nuls     | Blancs et nuls | 51    | 6,13   |    |   |  |  |
| Exprimés                 | Exprimés           | Exprimés       | 781   | 93,87  |    |   |  |  |
| * Liste du maire sortant |                    |                |       |        |    |   |  |  |

### Lumes
- Maire sortant : Jean-Francois Frérot (DVG)
- 15 sièges à pourvoir au conseil municipal (population légale 2011 : 1 149 habitants)
- 1 siège à pourvoir au conseil communautaire (CA Ardenne Métropole)

|                          | Jean-François Frérot * | DVG            | 398 | 100,00 | 15 | 1 |  |  |
|                          |                        |                |     |        |    |   |  |  |
| Inscrits                 | Inscrits               | Inscrits       | 835 | 100,00 |    |   |  |  |
| Abstentions              | Abstentions            | Abstentions    | 310 | 37,13  |    |   |  |  |
| Votants                  | Votants                | Votants        | 525 | 62,87  |    |   |  |  |
| Blancs et nuls           | Blancs et nuls         | Blancs et nuls | 127 | 24,19  |    |   |  |  |
| Exprimés                 | Exprimés               | Exprimés       | 398 | 75,81  |    |   |  |  |
| * Liste du maire sortant |                        |                |     |        |    |   |  |  |

### Maubert-Fontaine
- Maire sortant : Christian Mougin (DVG)
- 15 sièges à pourvoir au conseil municipal (population légale 2011 : 1 047 habitants)
- 5 sièges à pourvoir au conseil communautaire (CC Ardennes Thiérache)

|                          | Christian Mougin * | DVG            | 304 | 55,98  | 12 | 4 |  |  |
|                          | Didier Denis       | UDI-MoDem      | 239 | 44,01  | 3  | 1 |  |  |
|                          |                    |                |     |        |    |   |  |  |
| Inscrits                 | Inscrits           | Inscrits       | 705 | 100,00 |    |   |  |  |
| Abstentions              | Abstentions        | Abstentions    | 146 | 20,71  |    |   |  |  |
| Votants                  | Votants            | Votants        | 559 | 79,29  |    |   |  |  |
| Blancs et nuls           | Blancs et nuls     | Blancs et nuls | 16  | 2,86   |    |   |  |  |
| Exprimés                 | Exprimés           | Exprimés       | 543 | 97,14  |    |   |  |  |
| * Liste du maire sortant |                    |                |     |        |    |   |  |  |

### Montcy-Notre-Dame
- Maire sortant : Bernard Gibaru (DVG)
- 19 sièges à pourvoir au conseil municipal (population légale 2011 : 1 584 habitants)
- 1 siège à pourvoir au conseil communautaire (CA Ardenne Métropole)

|                          | Bernard Gibaru *  | DVG            | 469   | 52,16  | 15 | 1 |  |  |
|                          | Jean Marc Douzamy | DVG            | 430   | 47,83  | 4  |   |  |  |
|                          |                   |                |       |        |    |   |  |  |
| Inscrits                 | Inscrits          | Inscrits       | 1 285 | 100,00 |    |   |  |  |
| Abstentions              | Abstentions       | Abstentions    | 334   | 25,99  |    |   |  |  |
| Votants                  | Votants           | Votants        | 951   | 74,01  |    |   |  |  |
| Blancs et nuls           | Blancs et nuls    | Blancs et nuls | 52    | 5,47   |    |   |  |  |
| Exprimés                 | Exprimés          | Exprimés       | 899   | 94,53  |    |   |  |  |
| * Liste du maire sortant |                   |                |       |        |    |   |  |  |

### Monthermé
- Maire sortant : Alain Bernard (DVG)
- 19 sièges à pourvoir au conseil municipal (population légale 2011 : 2 445 habitants)
- 5 sièges à pourvoir au conseil communautaire (CC Vallées et Plateau d'Ardenne)

|                          | Alain Bernard * | DVG            | 700   | 100,00 | 19 | 5 |  |  |
|                          |                 |                |       |        |    |   |  |  |
| Inscrits                 | Inscrits        | Inscrits       | 1 682 | 100,00 |    |   |  |  |
| Abstentions              | Abstentions     | Abstentions    | 764   | 45,42  |    |   |  |  |
| Votants                  | Votants         | Votants        | 918   | 54,58  |    |   |  |  |
| Blancs et nuls           | Blancs et nuls  | Blancs et nuls | 218   | 23,75  |    |   |  |  |
| Exprimés                 | Exprimés        | Exprimés       | 700   | 76,25  |    |   |  |  |
| * Liste du maire sortant |                 |                |       |        |    |   |  |  |

### Mouzon
- Maire sortant : Gérard Renwez (DVD)
- 19 sièges à pourvoir au conseil municipal (population légale 2011 : 2 287 habitants)
- 5 sièges à pourvoir au conseil communautaire (CC des Portes du Luxembourg)

|                          | Gérard Renwez * | DVD            | 514   | 51,40  | 15 | 4 |  |  |
|                          | Richard Wiblet  | DVG            | 273   | 27,30  | 2  | 1 |  |  |
|                          | Michel Vicq     | MoDem          | 213   | 21,30  | 2  |   |  |  |
|                          |                 |                |       |        |    |   |  |  |
| Inscrits                 | Inscrits        | Inscrits       | 1 599 | 100,00 |    |   |  |  |
| Abstentions              | Abstentions     | Abstentions    | 560   | 35,02  |    |   |  |  |
| Votants                  | Votants         | Votants        | 1 039 | 64,98  |    |   |  |  |
| Blancs et nuls           | Blancs et nuls  | Blancs et nuls | 39    | 3,75   |    |   |  |  |
| Exprimés                 | Exprimés        | Exprimés       | 1 000 | 96,25  |    |   |  |  |
| * Liste du maire sortant |                 |                |       |        |    |   |  |  |

### Neufmanil
- Maire sortant : Pierre Cordier (DVD)
- 15 sièges à pourvoir au conseil municipal (population légale 2011 : 1 150 habitants)
- 1 siège à pourvoir au conseil communautaire (CA Ardenne Métropole)

|                          | Pierre Cordier * | DVD            | 473 | 100,00 | 15 | 1 |  |  |
|                          |                  |                |     |        |    |   |  |  |
| Inscrits                 | Inscrits         | Inscrits       | 832 | 100,00 |    |   |  |  |
| Abstentions              | Abstentions      | Abstentions    | 212 | 25,48  |    |   |  |  |
| Votants                  | Votants          | Votants        | 620 | 74,52  |    |   |  |  |
| Blancs et nuls           | Blancs et nuls   | Blancs et nuls | 147 | 23,71  |    |   |  |  |
| Exprimés                 | Exprimés         | Exprimés       | 473 | 76,29  |    |   |  |  |
| * Liste du maire sortant |                  |                |     |        |    |   |  |  |

### Nouvion-sur-Meuse
- Maire sortant : Jean-Luc Claude (UDI)
- 19 sièges à pourvoir au conseil municipal (population légale 2011 : 2 297 habitants)
- 1 siège à pourvoir au conseil communautaire (CA Ardenne Métropole)

|                          | Jean-Luc Claude * | UDI            | 786   | 61,79  | 16 | 1 |  |  |
|                          | Hugues Mahieu     | DVG            | 486   | 38,20  | 3  |   |  |  |
|                          |                   |                |       |        |    |   |  |  |
| Inscrits                 | Inscrits          | Inscrits       | 1 713 | 100,00 |    |   |  |  |
| Abstentions              | Abstentions       | Abstentions    | 396   | 23,12  |    |   |  |  |
| Votants                  | Votants           | Votants        | 1 317 | 76,88  |    |   |  |  |
| Blancs et nuls           | Blancs et nuls    | Blancs et nuls | 45    | 3,42   |    |   |  |  |
| Exprimés                 | Exprimés          | Exprimés       | 1 272 | 96,58  |    |   |  |  |
| * Liste du maire sortant |                   |                |       |        |    |   |  |  |

### Nouzonville
- Maire sortant : Jean-Marcel Camus (DVG)
- 29 sièges à pourvoir au conseil municipal (population légale 2011 : 6 312 habitants)
- 4 sièges à pourvoir au conseil communautaire (CA Ardenne Métropole)

| Tête de liste  | Tête de liste        | Liste          | Premier tour | Premier tour | Second tour | Second tour | Sièges | Sièges |
| Tête de liste  | Tête de liste        | Liste          | Voix         | %            | Voix        | %           | CM     | CC     |
| -------------- | -------------------- | -------------- | ------------ | ------------ | ----------- | ----------- | ------ | ------ |
|                | Béatrice Ribet       | DVG            | 900          | 40,23        | 1 061       | 42,18       | 6      | 1      |
|                | Florian Lecoultre    | PS             | 782          | 34,95        | 1 143       | 45,44       | 22     | 3      |
|                | Jean-Marc Gaignierre | DVG            | 555          | 24,81        | 311         | 12,36       | 1      |        |
|                |                      |                |              |              |             |             |        |        |
| Inscrits       | Inscrits             | Inscrits       | 4 413        | 100,00       | 4 413       | 100,00      |        |        |
| Abstentions    | Abstentions          | Abstentions    | 2 014        | 45,64        | 1 814       | 41,11       |        |        |
| Votants        | Votants              | Votants        | 2 399        | 54,36        | 2 599       | 58,89       |        |        |
| Blancs et nuls | Blancs et nuls       | Blancs et nuls | 162          | 6,75         | 84          | 3,23        |        |        |
| Exprimés       | Exprimés             | Exprimés       | 2 237        | 93,25        | 2 515       | 96,77       |        |        |

### Pouru-Saint-Remy
- Maire sortant : Gérard Manot (DVG)
- 15 sièges à pourvoir au conseil municipal (population légale 2011 : 1 244 habitants)
- 1 siège à pourvoir au conseil communautaire (CA Ardenne Métropole)

|                          | Gérard Manot *   | DVG            | 203 | 100,00 | 15 | 1 |  |  |
|                          | Joëlle Majchrzak | SE             | 0   | 0,00   |    |   |  |  |
|                          |                  |                |     |        |    |   |  |  |
| Inscrits                 | Inscrits         | Inscrits       | 897 | 100,00 |    |   |  |  |
| Abstentions              | Abstentions      | Abstentions    | 293 | 32,66  |    |   |  |  |
| Votants                  | Votants          | Votants        | 604 | 67,34  |    |   |  |  |
| Blancs et nuls           | Blancs et nuls   | Blancs et nuls | 401 | 66,39  |    |   |  |  |
| Exprimés                 | Exprimés         | Exprimés       | 203 | 33,61  |    |   |  |  |
| * Liste du maire sortant |                  |                |     |        |    |   |  |  |

### Prix-lès-Mézières
- Maire sortant : Alain Beaufey (DVD)
- 15 sièges à pourvoir au conseil municipal (population légale 2011 : 1 378 habitants)
- 1 siège à pourvoir au conseil communautaire (CA Ardenne Métropole)

|                          | Alain Beaufey * | DVD            | 478   | 100,00 | 15 | 1 |  |  |
|                          |                 |                |       |        |    |   |  |  |
| Inscrits                 | Inscrits        | Inscrits       | 1 142 | 100,00 |    |   |  |  |
| Abstentions              | Abstentions     | Abstentions    | 497   | 43,52  |    |   |  |  |
| Votants                  | Votants         | Votants        | 645   | 56,48  |    |   |  |  |
| Blancs et nuls           | Blancs et nuls  | Blancs et nuls | 167   | 25,89  |    |   |  |  |
| Exprimés                 | Exprimés        | Exprimés       | 478   | 74,11  |    |   |  |  |
| * Liste du maire sortant |                 |                |       |        |    |   |  |  |

### Renwez
- Maire sortant : Jean-François Thiery (UMP)
- 19 sièges à pourvoir au conseil municipal (population légale 2011 : 1 734 habitants)
- 5 sièges à pourvoir au conseil communautaire (CC Vallées et Plateau d'Ardenne)

|                | Michel Doyen   | UMP            | 529   | 100,00 | 19 | 5 |  |  |
|                |                |                |       |        |    |   |  |  |
| Inscrits       | Inscrits       | Inscrits       | 1 204 | 100,00 |    |   |  |  |
| Abstentions    | Abstentions    | Abstentions    | 496   | 41,20  |    |   |  |  |
| Votants        | Votants        | Votants        | 708   | 58,80  |    |   |  |  |
| Blancs et nuls | Blancs et nuls | Blancs et nuls | 179   | 25,28  |    |   |  |  |
| Exprimés       | Exprimés       | Exprimés       | 529   | 74,72  |    |   |  |  |

### Rethel
- Maire sortant : Guy Deramaix (UMP)
- 29 sièges à pourvoir au conseil municipal (population légale 2011 : 7 718 habitants)
- 19 sièges à pourvoir au conseil communautaire (CC du Pays Rethélois)

|                          | Guy Deramaix * | DVD            | 1 837 | 70,81  | 25 | 17 |  |  |
|                          | Joëlle Barat   | PS             | 757   | 29,18  | 4  | 2  |  |  |
|                          |                |                |       |        |    |    |  |  |
| Inscrits                 | Inscrits       | Inscrits       | 4 950 | 100,00 |    |    |  |  |
| Abstentions              | Abstentions    | Abstentions    | 2 181 | 44,06  |    |    |  |  |
| Votants                  | Votants        | Votants        | 2 769 | 55,94  |    |    |  |  |
| Blancs et nuls           | Blancs et nuls | Blancs et nuls | 175   | 6,32   |    |    |  |  |
| Exprimés                 | Exprimés       | Exprimés       | 2 594 | 93,68  |    |    |  |  |
| * Liste du maire sortant |                |                |       |        |    |    |  |  |

### Revin
- Maire sortant : Alain Roy (PS)
- 29 sièges à pourvoir au conseil municipal (population légale 2011 : 7 187 habitants)
- 4 sièges à pourvoir au conseil communautaire (CC Ardenne rives de Meuse)

| Tête de liste            | Tête de liste  | Liste          | Premier tour | Premier tour | Second tour | Second tour | Sièges | Sièges |
| Tête de liste            | Tête de liste  | Liste          | Voix         | %            | Voix        | %           | CM     | CC     |
| ------------------------ | -------------- | -------------- | ------------ | ------------ | ----------- | ----------- | ------ | ------ |
|                          | Alain Roy *    | PS-PCF-EELV    | 1 232        | 46,89        | 1 361       | 47,77       | 7      | 1      |
|                          | Daniel Durbecq | DVD            | 1 142        | 43,47        | 1 488       | 52,22       | 22     | 3      |
|                          | Karim Mehrez   | DVG            | 253          | 9,63         |             |             |        |        |
|                          |                |                |              |              |             |             |        |        |
| Inscrits                 | Inscrits       | Inscrits       | 5 074        | 100,00       | 5 074       | 100,00      |        |        |
| Abstentions              | Abstentions    | Abstentions    | 2 288        | 45,09        | 2 120       | 41,78       |        |        |
| Votants                  | Votants        | Votants        | 2 786        | 54,91        | 2 954       | 58,22       |        |        |
| Blancs et nuls           | Blancs et nuls | Blancs et nuls | 159          | 5,71         | 105         | 3,55        |        |        |
| Exprimés                 | Exprimés       | Exprimés       | 2 627        | 94,29        | 2 849       | 96,45       |        |        |
| * Liste du maire sortant |                |                |              |              |             |             |        |        |

### Rimogne
- Maire sortant : Noëlle Devie (UMP)
- 15 sièges à pourvoir au conseil municipal (population légale 2011 : 1 430 habitants)
- 4 sièges à pourvoir au conseil communautaire (CC Vallées et Plateau d'Ardenne)

|                          | Grégory Truong | DVG            | 355 | 51,44  | 12 | 3 |  |  |
|                          | Noëlle Devie * | DVD            | 335 | 48,55  | 3  | 1 |  |  |
|                          |                |                |     |        |    |   |  |  |
| Inscrits                 | Inscrits       | Inscrits       | 957 | 100,00 |    |   |  |  |
| Abstentions              | Abstentions    | Abstentions    | 236 | 24,66  |    |   |  |  |
| Votants                  | Votants        | Votants        | 721 | 75,34  |    |   |  |  |
| Blancs et nuls           | Blancs et nuls | Blancs et nuls | 31  | 4,30   |    |   |  |  |
| Exprimés                 | Exprimés       | Exprimés       | 690 | 95,70  |    |   |  |  |
| * Liste du maire sortant |                |                |     |        |    |   |  |  |

### Rocroi
- Maire sortant : Michel Sobanska (UMP)
- 19 sièges à pourvoir au conseil municipal (population légale 2011 : 2 422 habitants)
- 7 sièges à pourvoir au conseil communautaire (CC Vallées et Plateau d'Ardenne)

|                | Denis Binet     | UMP            | 794   | 66,11  | 16 | 7 |  |  |
|                | Richard Huet    | DVG            | 238   | 19,81  | 2  |   |  |  |
|                | Patrice Germain | DVD            | 169   | 14,07  | 1  |   |  |  |
|                |                 |                |       |        |    |   |  |  |
| Inscrits       | Inscrits        | Inscrits       | 1 748 | 100,00 |    |   |  |  |
| Abstentions    | Abstentions     | Abstentions    | 516   | 29,52  |    |   |  |  |
| Votants        | Votants         | Votants        | 1 232 | 70,48  |    |   |  |  |
| Blancs et nuls | Blancs et nuls  | Blancs et nuls | 31    | 2,52   |    |   |  |  |
| Exprimés       | Exprimés        | Exprimés       | 1 201 | 97,48  |    |   |  |  |

### Saint-Laurent
- Maire sortant : Laurent Forget (DVD)
- 15 sièges à pourvoir au conseil municipal (population légale 2011 : 1 201 habitants)
- 1 siège à pourvoir au conseil communautaire (CA Ardenne Métropole)

|                          | Laurent Forget *         | DVD            | 405 | 100,00 | 15 | 1 |  |  |
|                          | Jean-François Lancereaux | DVG            | 0   | 0,00   |    |   |  |  |
|                          |                          |                |     |        |    |   |  |  |
| Inscrits                 | Inscrits                 | Inscrits       | 781 | 100,00 |    |   |  |  |
| Abstentions              | Abstentions              | Abstentions    | 159 | 20,36  |    |   |  |  |
| Votants                  | Votants                  | Votants        | 622 | 79,64  |    |   |  |  |
| Blancs et nuls           | Blancs et nuls           | Blancs et nuls | 217 | 34,89  |    |   |  |  |
| Exprimés                 | Exprimés                 | Exprimés       | 405 | 65,11  |    |   |  |  |
| * Liste du maire sortant |                          |                |     |        |    |   |  |  |

### Saint-Menges
- Maire sortant : Roger Watelet (DVG)
- 15 sièges à pourvoir au conseil municipal (population légale 2011 : 1 059 habitants)
- 1 siège à pourvoir au conseil communautaire (CA Ardenne Métropole)

|                          | Roger Watelet *       | DVG            | 370 | 76,60  | 14 | 1 |  |  |
|                          | Agnès Monard-teillaud | DVD            | 113 | 23,39  | 1  |   |  |  |
|                          |                       |                |     |        |    |   |  |  |
| Inscrits                 | Inscrits              | Inscrits       | 697 | 100,00 |    |   |  |  |
| Abstentions              | Abstentions           | Abstentions    | 175 | 25,11  |    |   |  |  |
| Votants                  | Votants               | Votants        | 522 | 74,89  |    |   |  |  |
| Blancs et nuls           | Blancs et nuls        | Blancs et nuls | 39  | 7,47   |    |   |  |  |
| Exprimés                 | Exprimés              | Exprimés       | 483 | 92,53  |    |   |  |  |
| * Liste du maire sortant |                       |                |     |        |    |   |  |  |

### Sault-lès-Rethel
- Maire sortant : Michel Kociuba (DVD)
- 19 sièges à pourvoir au conseil municipal (population légale 2011 : 1 926 habitants)
- 4 sièges à pourvoir au conseil communautaire (CC du Pays Rethélois)

|                          | Michel Kociuba * | DVD            | 541   | 60,51  | 16 | 4 |  |  |
|                          | Casimir Krawiec  | DVD            | 258   | 28,85  | 2  |   |  |  |
|                          | Pascal Foigny    | DVG            | 95    | 10,62  | 1  |   |  |  |
|                          |                  |                |       |        |    |   |  |  |
| Inscrits                 | Inscrits         | Inscrits       | 1 253 | 100,00 |    |   |  |  |
| Abstentions              | Abstentions      | Abstentions    | 335   | 26,74  |    |   |  |  |
| Votants                  | Votants          | Votants        | 918   | 73,26  |    |   |  |  |
| Blancs et nuls           | Blancs et nuls   | Blancs et nuls | 24    | 2,61   |    |   |  |  |
| Exprimés                 | Exprimés         | Exprimés       | 894   | 97,39  |    |   |  |  |
| * Liste du maire sortant |                  |                |       |        |    |   |  |  |

### Sedan
- Maire sortant : Didier Herbillon (PS)
- 33 sièges à pourvoir au conseil municipal (population légale 2011 : 18 512 habitants)
- 12 sièges à pourvoir au conseil communautaire (CA Ardenne Métropole)

| Tête de liste            | Tête de liste      | Liste          | Premier tour | Premier tour | Second tour | Second tour | Sièges | Sièges |
| Tête de liste            | Tête de liste      | Liste          | Voix         | %            | Voix        | %           | CM     | CC     |
| ------------------------ | ------------------ | -------------- | ------------ | ------------ | ----------- | ----------- | ------ | ------ |
|                          | Didier Herbillon * | PS             | 2 457        | 45,22        | 2 918       | 51,33       | 25     | 10     |
|                          | Bertrand Bonhomme  | DVD            | 1 766        | 32,50        | 2 052       | 36,10       | 6      | 2      |
|                          | Éric Samyn         | FN             | 868          | 15,97        | 714         | 12,56       | 2      |        |
|                          | Régine Henry       | PCF            | 342          | 6,29         |             |             |        |        |
|                          |                    |                |              |              |             |             |        |        |
| Inscrits                 | Inscrits           | Inscrits       | 11 017       | 100,00       | 11 017      | 100,00      |        |        |
| Abstentions              | Abstentions        | Abstentions    | 5 403        | 49,04        | 5 160       | 46,84       |        |        |
| Votants                  | Votants            | Votants        | 5 614        | 50,96        | 5 857       | 53,16       |        |        |
| Blancs et nuls           | Blancs et nuls     | Blancs et nuls | 181          | 3,22         | 173         | 2,95        |        |        |
| Exprimés                 | Exprimés           | Exprimés       | 5 433        | 96,78        | 5 684       | 97,05       |        |        |
| * Liste du maire sortant |                    |                |              |              |             |             |        |        |

### Signy-l'Abbaye
- Maire sortant : Alain Devillard (UMP)
- 15 sièges à pourvoir au conseil municipal (population légale 2011 : 1 355 habitants)
- 3 sièges à pourvoir au conseil communautaire (CC des Crêtes Préardennaises)

|                          | Alain Devillard * | UMP            | 390 | 54,09  | 12 | 2 |  |  |
|                          | Baptiste Touchon  | DVG            | 235 | 32,59  | 2  | 1 |  |  |
|                          | Laurent Petit     | SE             | 96  | 13,31  | 1  |   |  |  |
|                          |                   |                |     |        |    |   |  |  |
| Inscrits                 | Inscrits          | Inscrits       | 960 | 100,00 |    |   |  |  |
| Abstentions              | Abstentions       | Abstentions    | 201 | 20,94  |    |   |  |  |
| Votants                  | Votants           | Votants        | 759 | 79,06  |    |   |  |  |
| Blancs et nuls           | Blancs et nuls    | Blancs et nuls | 38  | 5,01   |    |   |  |  |
| Exprimés                 | Exprimés          | Exprimés       | 721 | 94,99  |    |   |  |  |
| * Liste du maire sortant |                   |                |     |        |    |   |  |  |

### Signy-le-Petit
- Maire sortant : Jean-Claude Mouron (DVG)
- 15 sièges à pourvoir au conseil municipal (population légale 2011 : 1 309 habitants)
- 7 sièges à pourvoir au conseil communautaire (CC Ardennes Thiérache)

| Tête de liste  | Tête de liste          | Liste          | Premier tour | Premier tour | Second tour | Second tour | Sièges | Sièges |
| Tête de liste  | Tête de liste          | Liste          | Voix         | %            | Voix        | %           | CM     | CC     |
| -------------- | ---------------------- | -------------- | ------------ | ------------ | ----------- | ----------- | ------ | ------ |
|                | Jean-Michel Skoczypiec | DVD            | 265          | 42,88        | 314         | 47,28       | 12     | 6      |
|                | Maurice Marsail        | DVG            | 193          | 31,22        | 199         | 29,96       | 2      | 1      |
|                | David Hollertt         | DVG            | 160          | 25,88        | 151         | 22,74       | 1      |        |
|                |                        |                |              |              |             |             |        |        |
| Inscrits       | Inscrits               | Inscrits       | 991          | 100,00       | 991         | 100,00      |        |        |
| Abstentions    | Abstentions            | Abstentions    | 319          | 32,19        | 304         | 30,68       |        |        |
| Votants        | Votants                | Votants        | 672          | 67,81        | 687         | 69,32       |        |        |
| Blancs et nuls | Blancs et nuls         | Blancs et nuls | 54           | 8,04         | 23          | 3,35        |        |        |
| Exprimés       | Exprimés               | Exprimés       | 618          | 91,96        | 664         | 96,65       |        |        |

### Thilay
- Maire sortant : Lionel Ladouce (DVG)
- 15 sièges à pourvoir au conseil municipal (population légale 2011 : 1 060 habitants)
- 2 sièges à pourvoir au conseil communautaire (CC Vallées et Plateau d'Ardenne)

|                | Robert Pascolo   | DVG            | 520 | 80,62  | 14 | 2 |  |  |
|                | Dominique Gesnot | PG             | 125 | 19,37  | 1  |   |  |  |
|                |                  |                |     |        |    |   |  |  |
| Inscrits       | Inscrits         | Inscrits       | 875 | 100,00 |    |   |  |  |
| Abstentions    | Abstentions      | Abstentions    | 183 | 20,91  |    |   |  |  |
| Votants        | Votants          | Votants        | 692 | 79,09  |    |   |  |  |
| Blancs et nuls | Blancs et nuls   | Blancs et nuls | 47  | 6,79   |    |   |  |  |
| Exprimés       | Exprimés         | Exprimés       | 645 | 93,21  |    |   |  |  |

### Tournes
- Maire sortant : Cécile Muller (DVD)
- 15 sièges à pourvoir au conseil municipal (population légale 2011 : 1 009 habitants)
- 1 siège à pourvoir au conseil communautaire (CA Ardenne Métropole)

|                          | Cécile Muller * | DVD            | 362 | 100,00 | 15 | 1 |  |  |
|                          |                 |                |     |        |    |   |  |  |
| Inscrits                 | Inscrits        | Inscrits       | 815 | 100,00 |    |   |  |  |
| Abstentions              | Abstentions     | Abstentions    | 334 | 40,98  |    |   |  |  |
| Votants                  | Votants         | Votants        | 481 | 59,02  |    |   |  |  |
| Blancs et nuls           | Blancs et nuls  | Blancs et nuls | 119 | 24,74  |    |   |  |  |
| Exprimés                 | Exprimés        | Exprimés       | 362 | 75,26  |    |   |  |  |
| * Liste du maire sortant |                 |                |     |        |    |   |  |  |

### Villers-Semeuse
- Maire sortant : Guy Ferreira (DVD)
- 27 sièges à pourvoir au conseil municipal (population légale 2011 : 3 525 habitants)
- 2 sièges à pourvoir au conseil communautaire (CA Ardenne Métropole)

|                          | Jérémy Dupuy   | DVG            | 841   | 52,79  | 21 | 2 |  |  |
|                          | Guy Ferreira * | DVD            | 752   | 47,20  | 6  |   |  |  |
|                          | Franck Tuot    | DVG            | 0     | 0,00   |    |   |  |  |
|                          |                |                |       |        |    |   |  |  |
| Inscrits                 | Inscrits       | Inscrits       | 2 581 | 100,00 |    |   |  |  |
| Abstentions              | Abstentions    | Abstentions    | 798   | 30,92  |    |   |  |  |
| Votants                  | Votants        | Votants        | 1 783 | 69,08  |    |   |  |  |
| Blancs et nuls           | Blancs et nuls | Blancs et nuls | 190   | 10,66  |    |   |  |  |
| Exprimés                 | Exprimés       | Exprimés       | 1 593 | 89,34  |    |   |  |  |
| * Liste du maire sortant |                |                |       |        |    |   |  |  |

### Vireux-Molhain
- Maire sortant : Jean-Pol Devresse (DVG)
- 19 sièges à pourvoir au conseil municipal (population légale 2011 : 1 650 habitants)
- 2 sièges à pourvoir au conseil communautaire (CC Ardenne rives de Meuse)

|                          | Jean-Pol Devresse * | DVG            | 504   | 69,23  | 17 | 2 |  |  |
|                          | André Majewski      | DVG            | 124   | 17,03  | 1  |   |  |  |
|                          | Philippe Husson     | DVG            | 100   | 13,73  | 1  |   |  |  |
|                          |                     |                |       |        |    |   |  |  |
| Inscrits                 | Inscrits            | Inscrits       | 1 011 | 100,00 |    |   |  |  |
| Abstentions              | Abstentions         | Abstentions    | 265   | 26,21  |    |   |  |  |
| Votants                  | Votants             | Votants        | 746   | 73,79  |    |   |  |  |
| Blancs et nuls           | Blancs et nuls      | Blancs et nuls | 18    | 2,41   |    |   |  |  |
| Exprimés                 | Exprimés            | Exprimés       | 728   | 97,59  |    |   |  |  |
| * Liste du maire sortant |                     |                |       |        |    |   |  |  |

### Vireux-Wallerand
- Maire sortant : Bernard Dekens (UMP)
- 19 sièges à pourvoir au conseil municipal (population légale 2011 : 1 975 habitants)
- 2 sièges à pourvoir au conseil communautaire (CC Ardenne rives de Meuse)

|                          | Bernard Dekens * | DVD            | 621   | 100,00 | 19 | 2 |  |  |
|                          |                  |                |       |        |    |   |  |  |
| Inscrits                 | Inscrits         | Inscrits       | 1 390 | 100,00 |    |   |  |  |
| Abstentions              | Abstentions      | Abstentions    | 520   | 37,41  |    |   |  |  |
| Votants                  | Votants          | Votants        | 870   | 62,59  |    |   |  |  |
| Blancs et nuls           | Blancs et nuls   | Blancs et nuls | 249   | 28,62  |    |   |  |  |
| Exprimés                 | Exprimés         | Exprimés       | 621   | 71,38  |    |   |  |  |
| * Liste du maire sortant |                  |                |       |        |    |   |  |  |

### Vivier-au-Court
- Maire sortant : Jean Mehault (SE)
- 23 sièges à pourvoir au conseil municipal (population légale 2011 : 3 221 habitants)
- 2 sièges à pourvoir au conseil communautaire (CA Ardenne Métropole)

|                | Dominique Nicolas-viot | DVD            | 680   | 100,00 | 23 | 2 |  |  |
|                |                        |                |       |        |    |   |  |  |
| Inscrits       | Inscrits               | Inscrits       | 2 137 | 100,00 |    |   |  |  |
| Abstentions    | Abstentions            | Abstentions    | 1 202 | 56,25  |    |   |  |  |
| Votants        | Votants                | Votants        | 935   | 43,75  |    |   |  |  |
| Blancs et nuls | Blancs et nuls         | Blancs et nuls | 255   | 27,27  |    |   |  |  |
| Exprimés       | Exprimés               | Exprimés       | 680   | 72,73  |    |   |  |  |

### Vouziers
- Maire sortant : Claude Ancelme (PS)
- 27 sièges à pourvoir au conseil municipal (population légale 2011 : 4 094 habitants)
- 20 sièges à pourvoir au conseil communautaire (CC de l'Argonne Ardennaise)

|                          | Yann Dugard      | DVD            | 968   | 57,14  | 22 | 16 |  |  |
|                          | Claude Ancelme * | DVG            | 726   | 42,85  | 5  | 4  |  |  |
|                          |                  |                |       |        |    |    |  |  |
| Inscrits                 | Inscrits         | Inscrits       | 2 587 | 100,00 |    |    |  |  |
| Abstentions              | Abstentions      | Abstentions    | 810   | 31,31  |    |    |  |  |
| Votants                  | Votants          | Votants        | 1 777 | 68,69  |    |    |  |  |
| Blancs et nuls           | Blancs et nuls   | Blancs et nuls | 83    | 4,67   |    |    |  |  |
| Exprimés                 | Exprimés         | Exprimés       | 1 694 | 95,33  |    |    |  |  |
| * Liste du maire sortant |                  |                |       |        |    |    |  |  |

### Vrigne-aux-Bois
- Maire sortant : Patrick Dutertre (DVG)
- 23 sièges à pourvoir au conseil municipal (population légale 2011 : 3 406 habitants)
- 2 sièges à pourvoir au conseil communautaire (CA Charleville-Mézières/Sedan)

|                          | Patrick Dutertre * | DVG            | 1 021 | 69,22  | 20 | 2 |  |  |
|                          | Nadege Jacquemart  | DVG            | 454   | 30,77  | 3  |   |  |  |
|                          |                    |                |       |        |    |   |  |  |
| Inscrits                 | Inscrits           | Inscrits       | 2 542 | 100,00 |    |   |  |  |
| Abstentions              | Abstentions        | Abstentions    | 970   | 38,16  |    |   |  |  |
| Votants                  | Votants            | Votants        | 1 572 | 61,84  |    |   |  |  |
| Blancs et nuls           | Blancs et nuls     | Blancs et nuls | 97    | 6,17   |    |   |  |  |
| Exprimés                 | Exprimés           | Exprimés       | 1 475 | 93,83  |    |   |  |  |
| * Liste du maire sortant |                    |                |       |        |    |   |  |  |

### Warcq
- Maire sortant : Bernard Pierquin (DVD)
- 15 sièges à pourvoir au conseil municipal (population légale 2011 : 1 320 habitants)
- 1 siège à pourvoir au conseil communautaire (CA Ardenne Métropole)

|                          | Bernard Pierquin * | DVD            | 418 | 65,62  | 13 | 1 |  |  |
|                          | Corinne Dauchy     | UDI            | 219 | 34,37  | 2  |   |  |  |
|                          |                    |                |     |        |    |   |  |  |
| Inscrits                 | Inscrits           | Inscrits       | 921 | 100,00 |    |   |  |  |
| Abstentions              | Abstentions        | Abstentions    | 254 | 27,58  |    |   |  |  |
| Votants                  | Votants            | Votants        | 667 | 72,42  |    |   |  |  |
| Blancs et nuls           | Blancs et nuls     | Blancs et nuls | 30  | 4,50   |    |   |  |  |
| Exprimés                 | Exprimés           | Exprimés       | 637 | 95,50  |    |   |  |  |
| * Liste du maire sortant |                    |                |     |        |    |   |  |  |